# Масакр у Забиоковљу
Масакр у Забиоковљу је масакр који се догодио у Забиоковљу за време четничког похода 29. августа 1942. године током завршних деловања у склопу италијанске операције Албија против биоковских партизана. Тада је страдао 141 цивил у селима Рашћане, Козица, Драгљане и Жупа, међу којима и три католичка свештеника: козички фра Ладислав Иванковић, рашћански дон Иван Чондић и жупски дон Јосип Браеновић.
У том селу спаљено је око 205 стамбених зграда и штала. Опљачкано је све до чега се могло доћи: новац, злато, храна, одећа и обућа, не штедивши ни сеоску цркву Светог Стјепана.
У селу Драгљане убијена је 41 особа, а запаљено 90 кућа и штала.
Поред наведених, четници су тога дана убили и жупника из села Жупа дон Јосипа Браеоновића који им је кренуо у сусрет желећи их одговорити од даљих убијања људи и паљења кућа.

## Рашћане
У селу Рашћане мучено је и убијено 36 особа и то:
1. Дон Иван Чондић, жупник Рашћана
2. Белаић Андрија Петров, убијен
3. Белаић Стјепан Андријин, убијен
4. Дружијанић Јуре Матин, мучен па убијен
5. Ерцег Анте Матин, извађене му очи па убијен
6. Ерцег Маринко Андријин, убијен
7. Ерцег Милан Мијин, убијен па у кући запаљен
8. Ерцег Маријан Јаковљев, убијен
9. Ерцег Јуре Иванов, мучен па убијен
10. Ерцег Габро Антин, мучен па убијен
11. Ерцег Јуре Маријанов, извађене му очи па убијен
12. Ерцег Иван Николин, извађене му очи па убијен
13. Ерцег Иван Јурин, убијен
14. Ерцег Маријан Иванов, мучен па убијен
15. Ерцег Јуре Крижанов, мучен па убијен
16. Ерцег Мирко Јурин, убијен
17. Ерцег Јозе Антин, убијен
18. Ерцег Мате Јурин, убијен
19. Ерцег Миховил Филипов, убијен
20. Ерцег Мате Филипов, убијен
21. Ерцег Јуре Јозин, убијен
22. Ерцег Недиљко Миркин, убијен
23. Ерцег Тома Мијин, мучен и убијен
24. Кнезовић Иван Мијин, убијен
25. Лендић Андрија Јозин, убијен
26. Лендић Јуре Марков, мучен па убијен
27. Лендић Маријан Јурин, убијен
28. Лендић Анте Јурин, мучен па убијен
29. Лендић Иван Мијин, убијен па спаљен
30. Лендић Иван Иванов, убијен па спаљен
31. Лендић Марко Мијин, убијен
32. Лендић Крижан Јозин, убијен
33. Лендић Петар Јозин, убијен
34. Лендић Станко Матин, убијен
35. Лендић Томислав Илијин, убијен
36. Бан Љубо (из Подгоре), убијен

## Козица
У селу Козица убијене су 63 особе, а запаљено је 397 кућа и штала. Ово је непотпун попис убијених особа.
1. фра Ладислав Иванковић, жупник
2. Вулетић Иван Петров
3. Вулетић Јаков Радин
4. Јујиновић Мате Симеуново
5. Јујиновић Мартин Антин
6. Јујиновић Мартин Иванов
7. Јујиновић Лука Јозин
8. Јујиновић Јозо Иванов
9. Беговић Јуре Марков
10. Беговић Марка Винко
11. Беговић Петар Матин
12. Беговић Петар Иванов
13. Беговић Мартин Антин
14. Беговић Марко Мартинов
15. Беговић Вице Антин
16. Беговић Мијо Марков
17. Беговић Никола Мишин
18. Беговић Јозе Јурин
19. Беговић Маријан Јозин
20. Беговић Иван Антин
21. Пуцар Маријан Марков
22. Пуцар Мијо
23. Равлић Маријан Марков
24. Главаш Стипан Симеуново
25. Катић Иван Божин
26. Катић Петар Иванов
27. Катић Јозо Иванов
28. Катић Иван Иванов
29. Миочевић Јозо Марков
30. Пуцар Лука Стипанов
31. Равлић Иван Николин
32. Равлић Анте Иванов
33. Миочевић Јозо Томин
34. Миочевић Јурка Маркова
35. Катић Мијо Антин
36. Катић Грго Јозин
37. Векић Ивана Франин
38. Пејдо Јосип Иванов
39. Антуновић Матија Петрова
40. Павић Шимун Мијин
41. Павић Мате Антин
42. Марас Јозо Матин
43. Марас Мате Јозин
44. Окмажић Иван Стипин
45. Окмажић Марко Стипин
46. Окмажић Марија Петрова
47. Окмажић Илија Јозин

- још 17 особа